# 世界アマチュア囲碁選手権戦
世界アマチュア囲碁選手権戦（せかいアマチュアいごせんしゅけんせん, World Amateur Go Championship）は、世界各国の代表選手による囲碁のアマチュア世界一を決める大会。1979年から毎年開催される（2003年と2020年は感染症拡大防止のため中止）。プロ・アマチュア含めて、囲碁で最初の本格的な世界選手権でもある。当時、日本棋院の理事長だった朝田静夫が呼びかけして、創設にいたる。
主催は開催地が日本であると日本棋院、中国であると中国囲棋協会または中国棋院、韓国であると韓国棋院、韓国アマチュア囲碁協会など。主管は国際囲碁連盟（IGF）、日本では外務省や国際交流基金が後援し、関西棋院が協力する。
大会は第4回まではトーナメント戦で実施。第5回からはスイス式トーナメント方式、第41回はマクマホン式トーナメントで実施され、点数によって1位から全選手の順位が決定する。またフェアプレーや敢闘精神を讃えて、審判団より朝田ファイティング・スピリット賞が選ばれた。このほか特別賞や激励賞が存在する。大会前日には大会参加者と院生の親善対局や、プロ棋士に連碁で挑むなどのイベントが開かれる。
第1回大会には15ヶ国が参加したが、2000年以降に増加を始め、2024年の第44回大会は60ヶ国になった。また10代から60代まで幅広い年代が参加し、参加者のレベルも向上している。

## 大会概況
第1回大会には15ヶ国が参加。1位から3位を聶衛平ら中国勢が独占する。日本は安永一、鳴海直、菊池康郎、村上文祥、今村文明、亀倉芳子の6名が参加し、村上が4位となる。
第1回優勝の聶衛平など、中国においてプロ棋士制度が出来る前には国内最高レベルの選手が出場していたが、1982年にプロ棋士制度が開始されて以降は、純粋なアマチュア大会に移行する。日本のプロ棋士である坂井秀至、陳嘉鋭も、アマチュア時代に本大会で優勝経験がある。
1998年の第20回開催時に歴代チャンピオン戦が行われ、1位劉鈞、2位今村文明となった。
毎年トーナメント以外にも交流企画がある。2000年の第22回は「仙台市開府400年記念・第22回世界アマチュア囲碁選手権戦&国際交流囲碁フェスティバル」として、国際交流囲碁フェスティバル協議会が主催、仙台市が後援に加わって開催。2001年の第23回は、日向蛤碁石まつりと同時に開催する。2005年の第26回大会は名古屋市で行われ、65ヶ国・地域の選手が参加、愛知万博の会場で地元のアマチュアと選手の交流対局も行う。
2008年の第29回には68ヶ国・地域の選手が参加。2009年の第30回は静岡県エコパアリーナで、静岡県、袋井市、静岡新聞社、静岡放送の後援などで開催、「囲碁による教育・福祉・生きがいまちづくりシンポジウム」も同時に開催された。2011年には『天地明察』作者冲方丁による文化講演会が行われ、また独特な布石を打ったポーランド代表のカミル・チュエドナ選手に武宮正樹審判長から武宮特別賞が贈られた。
2010年第31回には、ドーピング検査を行う。
日本以外での開催は、1987年第9回は中国が初。2014年第35回は韓国、2015年第36回はタイ（タイ囲碁協会主催）、2021年第41回はロシア（ロシア囲碁連盟主催）でそれぞれ初めての開催となった。2022年はオンライン開催となり、中国囲棋協会主催で野狐囲碁により行われた。
第41回までの優勝者の国籍はのべで中国23回、日本8回、韓国7回、中華台北（台湾）2回、香港1回である。1985年に台湾が、1991年に北朝鮮、シンガポールが参加する。第41回までに東アジア以外の選手が優勝・準優勝したことはない。ベスト4入りしたことのある東アジア以外の選手の国籍はのべでアメリカ3回、オランダ3回、ウクライナ2回、フランス2回、ルクセンブルク2回、チェコ1回、ポーランド1回、ロシア1回、アルゼンチン1回、ルーマニア1回、オーストラリア1回。
2019年より、囲碁アマチュア竜星戦が日本代表決定戦となる。

## 成績
| 回次 | 年度 | 参加国数 | 優勝者                                   | 準優勝者                                 | 3位                                      | 4位                                      | 開催地                                   |
| ---- | ---- | -------- | ---------------------------------------- | ---------------------------------------- | ---------------------------------------- | ---------------------------------------- | ---------------------------------------- |
| 1    | 1979 | 15       | 聶衛平                                   | 陳祖徳                                   | 陳嘉鋭                                   | 村上文祥                                 | 東京                                     |
| 2    | 1980 | 20       | 今村文明                                 | 陳嘉鋭                                   | 安永一                                   | 劉小光                                   | 東京                                     |
| 3    | 1981 | 24       | 邵震中                                   | 馬暁春                                   | 村上文祥                                 | 朴相燉                                   | 東京                                     |
| 4    | 1982 | 28       | 曹大元                                   | 楊晋華                                   | 平田博則                                 | 金哲中                                   | 東京                                     |
| 5    | 1983 | 29       | 馬暁春                                   | 三浦浩                                   | 今村文明                                 | 李揚                                     | 大阪市                                   |
| 6    | 1984 | 30       | 王群                                     | 劉昌赫                                   | 平田博則                                 | R.シュレンパー                           | 東京                                     |
| 7    | 1985 | 31       | 汪見虹                                   | 陳嘉鋭                                   | 菊池康郎                                 | 彭景華                                   | 東京                                     |
| 8    | 1986 | 34       | 陳嘉鋭                                   | 菊池康郎                                 | 宋雪林                                   | 金哲中                                   | 東京                                     |
| 9    | 1987 | 34       | 今村文明                                 | 兪斌                                     | 李寛哲                                   | 曽炳輝                                   | 北京市                                   |
| 10   | 1988 | 36       | 張文東                                   | 今村文明                                 | R.シュレンパー・金哲中（同率3位）        | R.シュレンパー・金哲中（同率3位）        | 東京                                     |
| 11   | 1989 | 38       | 車澤武                                   | 蔡文河                                   | 平田博則                                 | 李鶴容                                   | 名古屋市                                 |
| 12   | 1990 | 39       | 常昊                                     | 安官旭                                   | 三浦浩                                   | L.ハイセ                                 | 広島市                                   |
| 13   | 1991 | 39       | 今村文明                                 | 夏銜譽                                   | R.シュレンパー                           | 朴成均                                   | 金沢市                                   |
| 14   | 1992 | 40       | 菊池康郎                                 | 李庸萬                                   | 韓啓宇                                   | L.ハイセ                                 | 千葉市                                   |
| 15   | 1993 | 40       | 孫宜国                                   | 徐舜周                                   | 平田博則                                 | 周俊勲                                   | 福岡市                                   |
| 16   | 1994 | 43       | 平岡聡                                   | 周俊勲                                   | 王存                                     | 金世鉉                                   | 京都市                                   |
| 17   | 1995 | 44       | 平田博則                                 | 史泓奕                                   | 簡瑩                                     | 朴成均                                   | 東京                                     |
| 18   | 1996 | 46       | 劉鈞                                     | 平田博則                                 | 李庸萬                                   | 簡瑩                                     | 大町市                                   |
| 19   | 1997 | 46       | 劉鈞                                     | 坂井秀至                                 | 文栄三                                   | 林至涵                                   | 札幌市                                   |
| 20   | 1998 | 50       | 金燦佑                                   | 平岡聡                                   | 趙文東                                   | 周平強                                   | 東京                                     |
| 21   | 1999 | 55       | 兪在星                                   | 坂井秀至                                 | 李峰一                                   | 余承叡                                   | 大分市                                   |
| 22   | 2000 | 56       | 坂井秀至                                 | 朴虎吉                                   | 洪マルグンセム                           | 周振宇                                   | 仙台市                                   |
| 23   | 2001 | 56       | 李岱春                                   | 金沢盛栄                                 | D.M.リュウ                               | 高根台                                   | 日向市                                   |
| 24   | 2002 | 62       | 付利                                     | 洪マルグンセム                           | 菊池康郎                                 | 李峯一                                   | 高山市                                   |
|      | 2003 |          | SARS問題により中止                       | SARS問題により中止                       | SARS問題により中止                       | SARS問題により中止                       | SARS問題により中止                       |
| 25   | 2004 | 64       | 李康旭                                   | 頼宥丞                                   | 付利                                     | B.ヘルムステッター                       | 倉敷市                                   |
| 26   | 2005 | 65       | 胡煜清                                   | 趙大元                                   | 余承叡                                   | 徐仲輝                                   | 名古屋市                                 |
| 27   | 2006 | 68       | 平岡聡                                   | 唐韋星                                   | 趙大元                                   | 洪満基                                   | 佐世保市                                 |
| 28   | 2007 | 68       | 単子騰                                   | 禹東河                                   | 森洋喜                                   | C.G.ポップ                               | 東京                                     |
| 29   | 2008 | 68       | 河成奉                                   | 国宇征                                   | F.アギラール                             | 陳乃申                                   | 東京                                     |
| 30   | 2009 | 66       | 胡煜清                                   | 柳愼桓                                   | 陳乃申                                   | 葉罡廷                                   | 袋井市                                   |
| 31   | 2010 | 60       | 宋弘錫                                   | 王琛                                     | 趙大元                                   | 陳乃申                                   | 杭州市                                   |
| 32   | 2011 | 57       | 白宝祥                                   | 崔ウースー                               | E.ルイ                                   | T.ドバル                                 | 松江市                                   |
| 33   | 2012 | 55       | 喬智健                                   | 李炫准                                   | 陳正勲                                   | 陳志軒                                   | 広州市                                   |
| 34   | 2013 | 56       | 崔顯宰                                   | 胡煜清                                   | A.カチャノブスキ                         | I.シュクシン                             | 仙台市                                   |
| 35   | 2014 | 54       | 詹宜典                                   | 魏太雄                                   | 王若然                                   | 陳乃申                                   | 慶州市                                   |
| 36   | 2015 | 57       | 金昌勳                                   | 胡傲華                                   | 頼均輔                                   | 陳志軒                                   | バンコク                                 |
| 37   | 2016 | 54       | 白宝祥                                   | 金基伯                                   | 許家埕                                   | A. Kravets                               | 無錫市                                   |
| 38   | 2017 | 49       | 白宝祥                                   | リー・サンビン                           | 頼宥丞                                   | D.コー                                   | 貴陽市                                   |
| 39   | 2018 | 61       | 詹宜典                                   | 金相天                                   | 王琛                                     | S.フレイラック                           | 東京                                     |
| 40   | 2019 | 59       | 王琛                                     | 李宰成                                   | 陳乃申                                   | A.イェン                                 | 松江市                                   |
|      | 2020 |          | 新型コロナウイルス感染拡大防止のため中止 | 新型コロナウイルス感染拡大防止のため中止 | 新型コロナウイルス感染拡大防止のため中止 | 新型コロナウイルス感染拡大防止のため中止 | 新型コロナウイルス感染拡大防止のため中止 |
| 41   | 2021 | 57       | 馬天放                                   | 詹宜典                                   | 金多彬                                   | L・ポドペラ                              | ウラジオストク                           |
| 42   | 2022 | 44       | 白宝祥（中国）                           | 崔煥英（韓国）                           | Y.パク（中国香港）                       | T.ドバル（フランス）                     | オンライン                               |
| 43   | 2023 | 46       | 金正善（韓国）                           | 楊楚焜（中国）                           | 賴 宥丞（中華台北）                      | 栗田佳樹（日本）                         | 深圳市                                   |
| 44   | 2024 | 60       | 白宝祥（中国）                           | 金正善（韓国）                           | 大関稔（日本）                           |                                          | 東京                                     |

記録
- 最年少優勝 13歳 常昊（12回）、単子騰（28回）
- 最多優勝　5回　白宝祥

## 注
1. 1 2  “囲碁・将棋スペシャル：第44回世界アマチュア囲碁選手権 大関さんが3位入賞 日本代表17年ぶり”. 毎日新聞. 2024年6月21日閲覧。
2. ↑  平本弥星『囲碁の知・入門編』（集英社新書）P.52
3. ↑  “大関さん出陣！ 明日から４日間勝負【第44回世界アマ選手権戦東京大会】｜『棋道web』|日本棋院囲碁ニュース”. 『棋道web』|日本棋院囲碁ニュース (2024年5月18日). 2024年6月21日閲覧。
4. 1 2  “第44回世界アマチュア囲碁選手権戦 東京大会”. www.nihonkiin.or.jp. 2024年6月21日閲覧。
5. 1 2 3  “一力遼の一碁一会 世界アマ 盤上で国際交流、末永く”. 河北新報オンライン (2024年6月19日). 2024年6月21日閲覧。
6. ↑  “第32回世界アマチュア囲碁選手権戦　島根大会”. www.nihonkiin.or.jp. 2024年6月21日閲覧。
7. ↑  棋道Web2023.12.21